# Decalepis nervosa
Decalepis nervosa är en oleanderväxtart som först beskrevs av Robert Wight och Arn., och fick sitt nu gällande namn av Venter. Decalepis nervosa ingår i släktet Decalepis och familjen oleanderväxter. Inga underarter finns listade i Catalogue of Life.